# Taine Paton
Taine Paton (Durban, 4 januari 1989) is een Zuid-Afrikaans hockeyer.

## Levensloop
Paton was actief bij La Gantoise en Beerschot HC. In 2018 maakte hij de overstap naar Antwerp HC.
Daarnaast is hij actief bij de Zuid-Afrikaanse nationale ploeg. In deze hoedanigheid nam hij onder meer deel aan de Olympische Zomerspelen van 2012 en 2020, alsook aan de wereldkampioenschappen van 2010, 2014 en 2018.